# Рукія палауська
Рукія палауська (Megazosterops palauensis) — вид горобцеподібних птахів родини окулярникових (Zosteropidae). Ендемік Палау. Це єдиний представник монотипового роду Палауська рукія (Megazosterops).

## Опис
Довжина птаха становить 13,5-14 см. Верхня частина тіла бурувато-оливкова, тім'я поцятковане сірими плямками. Нижня частина тіла дещо блідіша, боки мають охристий відтінок. Над очима бліді жовтуваті "брови". Навколо очей жовтувате кільце, скроні сіруваті, поцятковані жовтуватими плямками. Очі сірі або червонувато-карі, дзьоб зверху коричнюватий, знизу оранжевий, лапи жовтувато-коричневі або оливково-зелені з жовтуватими ступнями. Виду не притаманний статевий диморфізм.

## Поширення і екологія
Палауські рукії мешкають на островах Пелеліу і Нґеруктабель. Вони живуть в рівнинних тропічних лісах.

## Поведінка
Палауські рукії харчуються комахами, плодами і нектаром. Живуть поодинці або парами, утворюють невелткі зграї лише в грудні.

## Збереження
МСОП вважає стан збереження цього виду близьким до загрозливого. За оцінками дослідників, популяція палауських рукій складає 9200-9300 птахів. Їм загрожує знищення природного середовища. Велику небезпеку може становити поява на островах, де мешкають птахи, інвазивних бурих бойг.